# Mauricoccus pileae
Mauricoccus pileae är en insektsart som först beskrevs av Mamet 1940.  Mauricoccus pileae ingår i släktet Mauricoccus och familjen ullsköldlöss.
Artens utbredningsområde är Mauritius. Inga underarter finns listade i Catalogue of Life.